# Franklin (Indiana)
Franklin és una població dels Estats Units a l'estat d'Indiana. Segons el cens del 2000 tenia 19.463 habitants.

## Demografia
Segons el cens del 2000, Franklin tenia 19.463 habitants, 6.824 habitatges, i 4.872 famílies. La densitat de població era de 667,4 habitants/km².
Dels 6.824 habitatges en un 37,6% hi vivien nens de menys de 18 anys, en un 54,7% hi vivien parelles casades, en un 12,5% dones solteres, i en un 28,6% no eren unitats familiars. En el 23,6% dels habitatges hi vivien persones soles el 8,4% de les quals corresponia a persones de 65 anys o més que vivien soles. El nombre mitjà de persones vivint en cada habitatge era de 2,58 i el nombre mitjà de persones que vivien en cada família era de 3,04.
Per edats la població es repartia de la següent manera: un 26% tenia menys de 18 anys, un 11,5% entre 18 i 24, un 29,9% entre 25 i 44, un 16,8% de 45 a 60 i un 15,8% 65 anys o més.
L'edat mediana era de 33 anys. Per cada 100 dones de 18 o més anys hi havia 83,4 homes.
La renda mediana per habitatge era de 45.414$ i la renda mediana per família de 52.304$. Els homes tenien una renda mediana de 37.509$ mentre que les dones 25.601$. La renda per capita de la població era de 18.937$. Entorn del 4,5% de les famílies i el 7,6% de la població estaven per davall del llindar de pobresa.

## Poblacions més properes
El següent diagrama mostra les poblacions més properes.